# Ишинск
Ишинск — село в Чойском районе Республики Алтай России. Входит в состав Чойского сельского поселения.

## География
Расположено на правом берегу реки Иши (левый приток Катуни), между впадающими в неё ручьями Кутерьба и Итук. Высота над уровнем моря в пределах территории села колеблется от 280 до 300 метров.
Расстояние от Ишинска до:
- ближайшего населённого пункта Советского: напрямую 3,8 км. восточнее, по автодорогам 4,3 км[8];
- центра района и  сельского поселения  Чои: напрямую 8,7 км. северо-восточнее, по автодорогам 10 км[9];
- столицы Республики Алтай Горно-Алтайска: напрямую 50 км. северо-восточнее, по автодорогам 69 км[10].

## История
Основано в 1911 году. В 1913 году в ходе административно-территориальных реформ управления коренным населением на Горном Алтае была образована Успенская волость, в состав которой вошло село .
4 августа 1920 года становится административным центром новообразованного Ишимского (Ишинского) сельсовета в составе Успенской волости.
21 июля 1953 года в связи с упразднением Ишимского сельсовета село перешло в подчинение Чойского сельсовета.

## Население
| 2010 | 2011 | 2012 | 2013 | 2014 | 2015 | 2016 |
| ---- | ---- | ---- | ---- | ---- | ---- | ---- |
| 8    | →8   | ↘7   | →7   | →7   | ↘5   | ↘3   |

| 1926                           | 2002 | 2010 |
| ------------------------------ | ---- | ---- |
| 117                            | 24   | 8    |
| Гистограмма динамики населения |      |      |